# 페르소닷에이아이
페르소에이아이(영어: PERSO.ai) 혹은 페르소닷에이아이는 대한민국의 IT 기업인 이스트소프트에서 제공하는 인공지능(AI) 영상제작 및 오토 더빙 서비스이다.

## 역사
페르소에이아이는 이스트소프트가 다양한 콘텐츠 솔루션을 연구, 개발하여 제작한 AI 기반 비디오 제작 및 로컬라이제이션 플랫폼이다. 2024년 5월 첫 출시하였고, 약 1년만인 2025년 5월에 글로벌 사용자 20만명을 돌파하였다. 플랫폼을 통해 생성된 비디오 콘텐츠 수도 12만건 이상으로 기록했다. 가입자 현황으로는 해외 70%, 국내 30%로 미국을 포함해 영국, 프랑스 등 북미와 유럽에서 높은 가입자 수를 꾸준히 유지했고, 인도를 포함해 필리핀, 인도네시아 등 아시아 지역에서의 성장이 가파른 것으로 나타났다.
국내에서는 지자체, 공공기관 및 기업 대상 B2B 모델로 이용을 확장하고 있다. 대표 사례로 경기도청과의 계약을 통한 GTV경기도청방송국 뉴스의 AI 아나운서 도입이 있고, 그 외에도 예금보험공사, 한국도로공사, 한국지능정보사회진흥원 등에서 페르소에이아이를 도입하여 활용중이다. 보경, 하이유 잉글리쉬 등 국내 크리에이터와의 제휴를 통하여 50여개 유튜브 채널의 2,000만 구독자에게 AI 제작영상을 제공하기도 했다.
해외에서는 2024년 6월 마이크로소프트 애저에 등록되었고, 12월에 마이크로소프트의 기업 커뮤니케이션 업무에 활용하기 위한 서비스 계약을 체결하였다. 그외 글로벌 크리에이터들의 수요 증가로 이용자가 급증하였다.
그 외에도 각종 국제 기술 박람회에서 호평을 받으며 다양한 글로벌 기업으로부터 관심을 받았다. UN 산하 국제전기통신연합(ITU)이 주관한 ‘2025 AI for Good 글로벌 서밋’에서 혁신 사례로 선정되었고, 미국 CES 2025에서도 전시 기간 동안 500여 명의 기업 관계자의 방문이 있었다. 이를 통해 미국 메이저리그 구단, 대형 은행, 부동산 회사 등과의 협업 논의 및 글로벌 기업 약 20곳과 실질적인 사업 협력 논의가 진행되고 있다. 또한, 일본 도쿄에서 열린 ‘2025 코리아 ICT 엑스포 인 재팬’에 참가하여 스마트시티·에듀테크·AI 분야 일본 기업 100여 곳으로부터 주목을 받았다.
이러한 호실적을 기반으로 운영사인 이스트소프트의 매출이 1,000억원을 돌파하였고 페르소에이아이를 통하여 글로벌 기업으로의 전환이 이루어질 것으로 전망한다.

## 서비스

### AI 더빙 (AI Dubbing)
- 32개 이상의 언어 지원(영어·중국어·일본어·베트남어 등)
- 최대 10명의 화자를 자동 인식하여 보이스 클로닝 후 더빙
- 한국어 발음 최적화 립싱크, 감정과 톤을 유지한 음성 생성 기술
- 자동 생성된 스크립트를 사용자 편집 기능(전문 용어, 문화 맥락 반영)

### STUDIO PERSO (AI 휴먼 영상 제작)
- 텍스트, PPT, 음성 파일 기반으로 AI 휴먼(가상 인물) 영상 자동 제작 기능
- 20여개 아바타와 수십 개 템플릿, 148개 언어 TTS, 4K 측면 화면 지원 기능
- 맞춤형 제스처 구현 및 클론형 AI 휴먼 생성, 초상권 저작권 이슈 해결 기능

### AI Live Chat SDK (실시간 AI 휴먼 대화)
- ChatGPT 기반의 시나리오형 챗봇으로, AI 휴먼이 실시간으로 대화 기능
- 고객 안내 키오스크, 고객 응대, 컨설팅 등 실시간 상호작용이 필요한 영역에 적용 가능

## 특징
기존 외주 더빙 방식과 비교해 제작 비용을 최대 98%까지 절감하고, 제작 시간도 80% 이상 단축할 수 있는 점에서 효율성이 높은 솔루션으로 평가된다. 또한 숏폼 콘텐츠부터 30분 이상의 장편 영상까지 폭넓게 지원함으로써 크리에이터, 기업, 교육기관 등 다양한 사용자층의 수요에 대응하고 있다. 번역 기능에 있어서도 단순한 언어 전환을 넘어, 감정과 맥락을 고려한 문화 지능형 현지화 엔진을 제공해 콘텐츠 전달력 향상에 기여한다. 아울러 음성 합성 분야의 글로벌 기업인 ElevenLabs와의 공식 파트너십을 통해 기술 신뢰성을 확보하고 있으며, 자사 음성 품질이 경쟁 서비스 대비 약 32% 우수하다는 내부 측정을 바탕으로 품질 경쟁력을 강조하고 있다.